# Grecia en los Juegos Olímpicos de Sídney 2000
Grecia estuvo representada en los Juegos Olímpicos de Sídney 2000 por un total de 140 deportistas que compitieron en 23 deportes.  
El portador de la bandera en la ceremonia de apertura fue el regatista Nikólaos Kaklamanakis.

## Medallistas
El equipo olímpico griego obtuvo las siguientes medallas:
| Nombre                                                                                    | Deporte            | Competición |
| ----------------------------------------------------------------------------------------- | ------------------ | ----------- |
| Oro                                                                                       |                    |             |
| Konstantinos Kenteris                                                                     | Atletismo          | 200 m M     |
| Pyrros Dimas                                                                              | Halterofilia       | 85 kg M     |
| Akakios Kajiasvilis                                                                       | Halterofilia       | 91 kg M     |
| Mijalis Murutsos                                                                          | Taekwondo          | –58 kg M    |
| Plata                                                                                     |                    |             |
| Ekaterini Thanu                                                                           | Atletismo          | 100 m F     |
| Anastasía Kelesidu                                                                        | Atletismo          | Disco F     |
| Mirela Maniani                                                                            | Atletismo          | Jabalina F  |
| Dimosthenis Tampakos                                                                      | Gimnasia artística | Anillas M   |
| Leonidas Sabanis                                                                          | Halterofilia       | 62 kg M     |
| Víktor Mitru                                                                              | Halterofilia       | 77 kg M     |
| Bronce                                                                                    |                    |             |
| Irini Aindili Eva Jristodulu María Yeorgatu Zajarula Kariami Jariklia Pantazí Anna Polatu | Gimnasia rítmica   | Conjuntos F |
| Ioanna Jatziioannu                                                                        | Halterofilia       | 63 kg F     |
| Amiran Kardanov                                                                           | Lucha libre        | 54 kg M     |